# Nati nel 1999/Marzo
| Questa pagina contiene informazioni ricavate automaticamente dalle voci biografiche con l'ausilio del template Bio e di un bot. L'aggiornamento è periodico e automatico e ricostruisce completamente la pagina. Se manca una persona in questa lista, sei pregato di non aggiungerla, ma accertati piuttosto che la sua voce biografica contenga il template Bio e che i dati anagrafici siano correttamente compilati. Se il template Bio manca, inseriscilo tu stesso o, in alternativa, metti l'avviso {{tmp\|Bio}} che ne segnala la mancanza. Se i dati riportati sono sbagliati, correggi direttamente la voce biografica; le modifiche saranno visibili in questa lista entro pochi giorni. Per chiarimenti vedi il progetto biografie. La lista contiene solo le 452 persone che sono citate nell'enciclopedia e per le quali è stato implementato correttamente il template Bio. Pagina aggiornata al 10 ago 2025. |

- 1º marzo - Andrea Hristov, calciatore bulgaro
- 1º marzo - Rudy Barrientos, calciatore guatemalteco
- 1º marzo - Martín Calderón, calciatore spagnolo
- 1º marzo - Petko Hristov, calciatore bulgaro
- 1º marzo - Sophia Junk, velocista tedesca
- 1º marzo - Joanet, calciatore spagnolo
- 1º marzo - Larissa Pimenta, judoka brasiliana
- 1º marzo - Sam Riffice, tennista statunitense
- 1º marzo - Patrick Sequeira, calciatore costaricano
- 1º marzo - Naorem Mahesh Singh, calciatore indiano
- 1º marzo - Justin Smith, cestista statunitense
- 1º marzo - Eric Stokes, giocatore di football americano statunitense
- 1º marzo - Fernando dos Santos Pedro, calciatore brasiliano
- 2 marzo - Elvi Berisha, calciatore albanese
- 2 marzo - Reed Blankenship, giocatore di football americano statunitense
- 2 marzo - Pep Busquets, cestista spagnolo
- 2 marzo - Chumi, calciatore spagnolo
- 2 marzo - Paul Costea, calciatore rumeno
- 2 marzo - Aria Fischer, ex pallanuotista statunitense
- 2 marzo - Alexis Galarneau, tennista canadese
- 2 marzo - Geovane, calciatore brasiliano
- 2 marzo - Daniel Lasker, attore e regista zimbabwese
- 2 marzo - Dani Luna, wrestler inglese
- 2 marzo - Nikita Mazepin, ex pilota automobilistico russo
- 2 marzo - Louis François Mendy, ostacolista senegalese
- 2 marzo - Jalen Nailor, giocatore di football americano statunitense
- 2 marzo - Sergio Ortuño, calciatore spagnolo
- 2 marzo - Isiah Pacheco, giocatore di football americano statunitense
- 2 marzo - Iñaki Peña, calciatore spagnolo
- 2 marzo - Nuno Santos, calciatore portoghese
- 2 marzo - Abbie Wood, nuotatrice britannica
- 2 marzo - Pavel Zifčák, calciatore ceco
- 3 marzo - Jake Bates, giocatore di football americano statunitense
- 3 marzo - Parfait Bizoza, calciatore burundese
- 3 marzo - Balázs Csiszér, calciatore rumeno
- 3 marzo - Kamren Curl, giocatore di football americano statunitense
- 3 marzo - Tomoki Hayakawa, calciatore giapponese
- 3 marzo - Markus Howard, cestista statunitense
- 3 marzo - Jiang Xinyu, tennista cinese
- 3 marzo - Corey Kispert, cestista statunitense
- 3 marzo - Yair Kravitz, cestista israeliano
- 3 marzo - Dar'ja Kulagina, nuotatrice artistica russa
- 3 marzo - Niklas Märkl, ciclista su strada e ciclocrossista tedesco
- 3 marzo - David Otto, calciatore tedesco
- 3 marzo - Matías Pérez, calciatore argentino
- 3 marzo - Deanne Rose, calciatrice canadese
- 3 marzo - Shannon Scully, pallavolista statunitense
- 3 marzo - Sphephelo Sithole, calciatore sudafricano
- 3 marzo - Marco Wilson, giocatore di football americano statunitense
- 3 marzo - Alessio Zerbin, calciatore italiano
- 3 marzo - Sani Čampara, cestista bosniaco
- 4 marzo - Bo Bendsneyder, pilota motociclistico olandese
- 4 marzo - Raffaele Celia, calciatore italiano
- 4 marzo - Enrique Clemente, calciatore spagnolo
- 4 marzo - Brooke Forde, nuotatrice statunitense
- 4 marzo - Michele Gazzoli, ciclista su strada e pistard italiano
- 4 marzo - Lamine Gueye, calciatore senegalese
- 4 marzo - Rimal Haxhiu, calciatore albanese
- 4 marzo - Kelvin Masoe, velocista, lunghista e rugbista a 7 samoano
- 4 marzo - Anthony McFarland Jr., giocatore di football americano statunitense
- 4 marzo - Luca Meisl, calciatore austriaco
- 4 marzo - Giotto Morandi, calciatore svizzero
- 4 marzo - Felix Myhre, calciatore norvegese
- 4 marzo - Dara O'Shea, calciatore irlandese
- 4 marzo - Brooklyn Beckham, modello e fotografo britannico
- 4 marzo - Marwin Reuvers, calciatore olandese
- 4 marzo - Cheikh Tidiane Sabaly, calciatore senegalese
- 4 marzo - Serafin Szota, calciatore polacco
- 5 marzo - Benedetta Bartolini, pallavolista italiana
- 5 marzo - Laura Bayfield, rugbista a 15 neozelandese
- 5 marzo - Madison Beer, cantautrice statunitense
- 5 marzo - Guillermo Benítez, calciatore panamense
- 5 marzo - Aleksandar Bogdanović, calciatore serbo
- 5 marzo - Josh Bowler, calciatore inglese
- 5 marzo - Myles Cale, cestista statunitense
- 5 marzo - Griffin Dorsey, calciatore statunitense
- 5 marzo - Quentin Fercoq, pattinatore di short track francese
- 5 marzo - Justin Fields, giocatore di football americano statunitense
- 5 marzo - Oleh Handej, pattinatore di short track ucraino
- 5 marzo - Petra Hule, tennista australiana
- 5 marzo - Jo Soo-min, attrice sudcoreana
- 5 marzo - Yeri, cantante e attrice sudcoreana
- 5 marzo - Ko Jae-hyeon, calciatore sudcoreano
- 5 marzo - Jackson Kreuser, cestista statunitense
- 5 marzo - Armando Obispo, calciatore olandese
- 5 marzo - Suradet Piniwat, attore e cantante thailandese
- 5 marzo - Tailson, calciatore brasiliano
- 5 marzo - Ryan Raposo, calciatore canadese
- 6 marzo - Ladislav Almási, calciatore slovacco
- 6 marzo - Jan Busuttil, calciatore maltese
- 6 marzo - Masaki Ejima, astista giapponese
- 6 marzo - Matías Daniel Giménez, calciatore argentino
- 6 marzo - Ylena In-Albon, tennista svizzera
- 6 marzo - Alessia Pilani, rugbista a 15 italiana
- 6 marzo - Abdul Hakim Sani Brown, velocista giapponese
- 6 marzo - Jared Shumate, combinatista nordico statunitense
- 6 marzo - Manuel Luís Cafumana, calciatore angolano
- 7 marzo - Ronald Araújo, calciatore uruguaiano
- 7 marzo - Mike van Beijnen, calciatore olandese
- 7 marzo - Franco González, calciatore argentino
- 7 marzo - Amar Hamdy, calciatore egiziano
- 7 marzo - Alan Marinelli, calciatore argentino
- 7 marzo - Tyrese Martin, cestista statunitense
- 7 marzo - Vladyslav Naumec', calciatore ucraino
- 7 marzo - Luca Pellegrini, calciatore italiano
- 7 marzo - Marvin Rittmüller, calciatore tedesco
- 7 marzo - Lucas Santos, calciatore brasiliano
- 7 marzo - Vuk Vulikić, cestista serbo
- 8 marzo - Clément Bayiha, calciatore canadese
- 8 marzo - Nazareno Bazán, calciatore argentino
- 8 marzo - Michael Carter II, giocatore di football americano statunitense
- 8 marzo - Ibrahima Diallo, calciatore francese
- 8 marzo - Mateo Drežnjak, cestista bosniaco
- 8 marzo - Adnan Hadzic, calciatore norvegese
- 8 marzo - Robert Moldoveanu, calciatore rumeno
- 8 marzo - Josep Puerto, cestista spagnolo
- 8 marzo - Sam Sanna, calciatore francese
- 8 marzo - Matheus Teixeira, calciatore brasiliano
- 8 marzo - Luis Ureta, calciatore cileno
- 8 marzo - Mert Yılmaz, calciatore tedesco
- 8 marzo - Eric de Pablos, calciatore andorrano
- 9 marzo - Keanan Bennetts, calciatore inglese
- 9 marzo - Filip Božić, calciatore serbo
- 9 marzo - Javain Brown, calciatore giamaicano
- 9 marzo - Lucian Buzan, calciatore rumeno
- 9 marzo - Thierry Correia, calciatore portoghese
- 9 marzo - Carlos Cuesta, calciatore colombiano
- 9 marzo - László Deutsch, calciatore ungherese
- 9 marzo - Martin Experiénce, calciatore haitiano
- 9 marzo - Andrin Gulich, canottiere svizzero
- 9 marzo - Audrey Leduc, velocista canadese
- 9 marzo - Maximiliano Lovera, calciatore argentino
- 9 marzo - Fūka Nagano, calciatrice giapponese
- 9 marzo - Aniek Nouwen, calciatrice olandese
- 9 marzo - Joaquín Ochoa, attore argentino
- 9 marzo - Esezi Otomewo, giocatore di football americano statunitense
- 9 marzo - Tomás Rodríguez, calciatore panamense
- 9 marzo - Alberto Soro, calciatore spagnolo
- 9 marzo - Shokhboz Umarov, calciatore uzbeko
- 9 marzo - Yago Mateus dos Santos, cestista brasiliano
- 9 marzo - Marta Zenoni, mezzofondista italiana
- 9 marzo - Bregje de Brouwer, nuotatrice artistica olandese
- 9 marzo - Noortje de Brouwer, nuotatrice artistica olandese
- 10 marzo - Abdel Abqar, calciatore marocchino
- 10 marzo - Ole Einar Engeland Andersen, hockeista su ghiaccio norvegese
- 10 marzo - Luciano Boggio, calciatore uruguaiano
- 10 marzo - Kuku Fidelis, calciatore nigeriano
- 10 marzo - Jake Haener, giocatore di football americano statunitense
- 10 marzo - Galang Hendra Pratama, pilota motociclistico indonesiano
- 10 marzo - Dinko Horkaš, calciatore croato
- 10 marzo - Jonathan Ifunga Ifasso, calciatore congolese (Repubblica Democratica del Congo)
- 10 marzo - Cole Kmet, giocatore di football americano statunitense
- 10 marzo - Matheus Mendes, calciatore brasiliano
- 10 marzo - Joaquín Muñoz, calciatore spagnolo
- 10 marzo - Nicolás Ramos, calciatore uruguaiano
- 10 marzo - Eugenio Sánchez, ciclista su strada spagnolo
- 10 marzo - Matheus Thuler, calciatore brasiliano
- 11 marzo - Mirko Antonucci, calciatore italiano
- 11 marzo - Enzo Ebosse, calciatore francese
- 11 marzo - Joshua Navarro, calciatore costaricano
- 11 marzo - Ibrahima Niane, calciatore senegalese
- 11 marzo - Andrea Pietrobon, ciclista su strada italiano
- 11 marzo - Stiven Plaza, calciatore ecuadoriano
- 11 marzo - Haruki Yamashita, fondista giapponese
- 12 marzo - Muhannad Al-Shanqeeti, calciatore saudita
- 12 marzo - Obiageri Amaechi, discobola statunitense
- 12 marzo - Emil Bohinen, calciatore norvegese
- 12 marzo - José Cifuentes, calciatore ecuadoriano
- 12 marzo - Mladen Devetak, calciatore serbo
- 12 marzo - Filip Dujmović, calciatore bosniaco
- 12 marzo - Janja Garnbret, arrampicatrice slovena
- 12 marzo - Clare Hunt, calciatrice australiana
- 12 marzo - Sergio Quintero, calciatore ecuadoriano
- 12 marzo - Lars Ranger, calciatore norvegese
- 12 marzo - Jalen Redmond, giocatore di football americano statunitense
- 12 marzo - Matías Sepúlveda, calciatore cileno
- 12 marzo - Michele Serpilli, cestista italiano
- 12 marzo - Brandon Servania, calciatore statunitense
- 12 marzo - Florian Vermeersch, ciclista su strada e ciclocrossista belga
- 12 marzo - Rodrigo Vilca, calciatore peruviano
- 12 marzo - Eugenia de Armas, sciatrice nautica argentina
- 12 marzo - Jevhen Štembuljak, scacchista ucraino
- 12 marzo - Matúš Štoček, ciclista su strada slovacco
- 13 marzo - Myles Beerman, calciatore maltese
- 13 marzo - Malin Johnsen Brenn, calciatrice norvegese
- 13 marzo - Jimmy Evans, calciatore nigeriano
- 13 marzo - Gabriel Florentín, calciatore argentino
- 13 marzo - Jurij Gorškov, calciatore russo
- 13 marzo - Maren Haile-Selassie, calciatore svizzero
- 13 marzo - Vasil Kirkov, tennista statunitense
- 13 marzo - Tomás Castro, calciatore portoghese
- 13 marzo - Darius Perry, cestista statunitense
- 13 marzo - Kristian Thorstvedt, calciatore norvegese
- 14 marzo - Marvin Bagley, cestista statunitense
- 14 marzo - Darko Bajo, cestista croato
- 14 marzo - Žan Celar, calciatore sloveno
- 14 marzo - Olivia Dean, cantautrice britannica
- 14 marzo - Tidiane Diomandé, calciatore ivoriano
- 14 marzo - Kenneth Gainwell, giocatore di football americano statunitense
- 14 marzo - Kyle Philips, giocatore di football americano statunitense
- 14 marzo - Matías Ramírez, calciatore argentino
- 14 marzo - Sheldon Riley, cantante australiano
- 14 marzo - Joaquín Trasante, calciatore uruguaiano
- 14 marzo - Daiya Tōno, calciatore giapponese
- 14 marzo - Vladan Vidaković, calciatore serbo
- 14 marzo - Montrell Washington, giocatore di football americano statunitense
- 14 marzo - Amanuel Yohannes, calciatore etiope
- 15 marzo - Bicou Bissainthe, calciatore haitiano
- 15 marzo - Erick Cano, calciatore boliviano
- 15 marzo - Guo Yufang, pistard cinese
- 15 marzo - Noah Hegge, canoista austriaco
- 15 marzo - Dimităr Šejtanov, calciatore bulgaro
- 15 marzo - Levonte Johnson, calciatore canadese
- 15 marzo - Jarni Koorman, calciatore olandese
- 15 marzo - Matt MacDonald, canottiere neozelandese
- 15 marzo - Maxime Pianfetti, schermidore francese
- 15 marzo - Alice Regazzoli, calciatrice italiana
- 15 marzo - Even Rogstad Kvalvær, giocatore di calcio a 5 e calciatore norvegese
- 15 marzo - Aleksandr Rudenko, calciatore russo
- 15 marzo - Jack Sanders, calciatore inglese
- 15 marzo - Lucia Strisciuglio, calciatrice italiana
- 15 marzo - Sophie Wright, ciclista su strada, mountain biker e ciclocrossista britannica
- 15 marzo - Viktor Živojinović, calciatore serbo
- 16 marzo - Quinton Bohanna, giocatore di football americano statunitense
- 16 marzo - Joe Brier, velocista britannico
- 16 marzo - Lazar Carević, calciatore montenegrino
- 16 marzo - Tiago Campos, nuotatore portoghese
- 16 marzo - Julius Eskesen, calciatore danese
- 16 marzo - Felix Örn Friðriksson, calciatore islandese
- 16 marzo - Danny Gruper, calciatore israeliano
- 16 marzo - Amine Guennichi, lottatore tunisino
- 16 marzo - Vladimir Guerrero Jr., giocatore di baseball canadese
- 16 marzo - Bailie Key, ex ginnasta statunitense
- 16 marzo - John Meeks, cestista statunitense
- 16 marzo - Gabriel Santos, calciatore brasiliano
- 16 marzo - Thibo Somers, calciatore belga
- 16 marzo - Antōnīs Stergiakīs, calciatore greco
- 17 marzo - Emmanuel Akot, cestista canadese
- 17 marzo - Kyle Alexander, sciatore alpino canadese
- 17 marzo - Fabienne Buri, ciclista su strada, pistard e ciclocrossista svizzera
- 17 marzo - Yannick Chabloz, ex sciatore alpino svizzero
- 17 marzo - Laura Dotto, atleta paralimpica italiana
- 17 marzo - Igor Gomes, calciatore brasiliano
- 17 marzo - Royce Hamm, cestista statunitense
- 17 marzo - Warsama Hassan, calciatore gibutiano
- 17 marzo - Hanna Binke, attrice tedesca
- 17 marzo - Jung Seung-gi, skeletonista sudcoreano
- 17 marzo - Joel Mattsson, ex calciatore finlandese
- 17 marzo - Robert Morales, calciatore paraguaiano
- 17 marzo - Karl Erik Nazarov, velocista estone
- 17 marzo - Zoran Pingel, attore tedesco
- 17 marzo - York Rafael, calciatore svedese
- 17 marzo - Daniel Segura, calciatore ecuadoriano
- 17 marzo - Lorena Wiebes, ciclista su strada e pistard olandese
- 18 marzo - Noée Abita, attrice francese
- 18 marzo - Mekhi Blackmon, giocatore di football americano statunitense
- 18 marzo - Diogo Dalot, calciatore portoghese
- 18 marzo - Adrian Fein, calciatore tedesco
- 18 marzo - Jovaughn Gwyn, giocatore di football americano statunitense
- 18 marzo - Jake Hastie, calciatore scozzese
- 18 marzo - Luiz Henrique, calciatore brasiliano
- 18 marzo - Gonzalo Maroni, calciatore argentino
- 18 marzo - Rihards Matrevics, calciatore lettone
- 18 marzo - Matt Mitchell, cestista statunitense
- 18 marzo - Haruna Okuno, lottatrice giapponese
- 18 marzo - Antonios Papakonstantinou, canottiere greco
- 18 marzo - Franco Paredes, calciatore argentino
- 18 marzo - Jeremy van Mullem, calciatore olandese
- 18 marzo - Brodie Williams, nuotatore britannico
- 18 marzo - Filippo Zana, ciclista su strada italiano
- 19 marzo - Giacomo Bertoncelli, ostacolista italiano
- 19 marzo - Simon Boypa, velocista francese
- 19 marzo - Servaas Buysschaert, cestista belga
- 19 marzo - Nico Collins, giocatore di football americano statunitense
- 19 marzo - Boubacari Doucouré, calciatore francese
- 19 marzo - Oliver Edvardsen, calciatore norvegese
- 19 marzo - Ricard Fernández, calciatore andorrano
- 19 marzo - Prentiss Hubb, cestista statunitense
- 19 marzo - David Tavares, calciatore capoverdiano
- 19 marzo - Francisco Ortega, calciatore argentino
- 19 marzo - Sami Outalbali, attore francese
- 19 marzo - Jessica Schilder, pesista olandese
- 19 marzo - John Michael Schmitz, giocatore di football americano statunitense
- 20 marzo - Davi Araújo, calciatore brasiliano
- 20 marzo - Christ Bekale, calciatore gabonese
- 20 marzo - Zineddine Belaïd, calciatore algerino
- 20 marzo - Leonel Bucca, calciatore argentino
- 20 marzo - Jamal Cain, cestista statunitense
- 20 marzo - Nazareno Colombo, calciatore argentino
- 20 marzo - Miffy Englefield, attrice inglese
- 20 marzo - Ivan Federico, skater italiano
- 20 marzo - Alessandro Fiordaliso, calciatore italiano
- 20 marzo - Alexis Gamboa, calciatore costaricano
- 20 marzo - Miguel González Burgos, cestista spagnolo
- 20 marzo - Rafael Grünenfelder, calciatore liechtensteinese
- 20 marzo - Anayo Iwuala, calciatore nigeriano
- 20 marzo - Justin Rennicks, calciatore statunitense
- 20 marzo - Andreea Roșca, tennista romena
- 20 marzo - Mathías Silvera, calciatore uruguaiano
- 20 marzo - Jan Sobociński, calciatore polacco
- 20 marzo - Veronika Šípová, cestista ceca
- 21 marzo - Pablo Graña, canoista spagnolo
- 21 marzo - Yousef Aymen, calciatore qatariota
- 21 marzo - Mélusine Mayance, attrice francese
- 21 marzo - Mateo Šerić, cestista tedesco
- 21 marzo - Kurban Širaev, lottatore russo
- 22 marzo - Iván Angulo, calciatore colombiano
- 22 marzo - Rahmetullah Berişbek, calciatore turco
- 22 marzo - Sebastiaan Bornauw, calciatore belga
- 22 marzo - Bríet, cantante islandese
- 22 marzo - Oliver Christensen, calciatore danese
- 22 marzo - Bryce Cosby, giocatore di football americano statunitense
- 22 marzo - Ali Davoudi, sollevatore iraniano
- 22 marzo - Matías Esquivel, calciatore argentino
- 22 marzo - Alessandro Mallamo, calciatore italiano
- 22 marzo - Sara Martín, ciclista su strada spagnola
- 22 marzo - Khalid Al-Balochi, calciatore emiratino
- 22 marzo - RJ Nembhard, cestista statunitense
- 22 marzo - Nana Owusu-Afriyie, velocista australiana
- 22 marzo - Jakub Paul, tennista svizzero
- 22 marzo - Teo Quintero, calciatore venezuelano
- 22 marzo - Brian Robinson Jr., giocatore di football americano statunitense
- 22 marzo - Antonín Růsek, calciatore ceco
- 22 marzo - Oscar Salomón, calciatore argentino
- 22 marzo - Bernardo Schappo, calciatore brasiliano
- 22 marzo - Luca Schuler, calciatore tedesco
- 22 marzo - Mick Schumacher, pilota automobilistico tedesco
- 22 marzo - Mateo Stamatov, calciatore bulgaro
- 22 marzo - Jonathan Svedberg, calciatore svedese
- 22 marzo - Marcus Tavernier, calciatore inglese
- 22 marzo - Diane van Es, mezzofondista olandese
- 22 marzo - Dávid Ďuriš, calciatore slovacco
- 22 marzo - Dario Špikić, calciatore croato
- 22 marzo - Dominik Špiriak, calciatore slovacco
- 23 marzo - Andrea Bagioli, ciclista su strada italiano
- 23 marzo - Quando Rondo, rapper, cantante e produttore discografico statunitense
- 23 marzo - Dylan Caro, calciatore peruviano
- 23 marzo - Celliphine Chespol, ostacolista e mezzofondista keniana
- 23 marzo - Raymond Ekevwo, velocista nigeriano
- 23 marzo - Daam Foulon, calciatore belga
- 23 marzo - Vjačeslav Grulëv, calciatore russo
- 23 marzo - Trevor Hudgins, cestista statunitense
- 23 marzo - Luka Kerin, calciatore sloveno
- 23 marzo - Facundo Mura, calciatore argentino
- 23 marzo - Jamison Overton, cestista statunitense
- 23 marzo - Afimico Pululu, calciatore angolano
- 23 marzo - Valentin Tabellion, pistard e ciclista su strada francese
- 23 marzo - Matthias Tass, cestista estone
- 23 marzo - B.J. Thompson, giocatore di football americano statunitense
- 23 marzo - Clayton Tune, giocatore di football americano statunitense
- 23 marzo - Sayf, rapper e cantautore italiano
- 23 marzo - Zhu Menghui, nuotatrice cinese
- 24 marzo - Calvin Austin, giocatore di football americano statunitense
- 24 marzo - Henrik Bellman, calciatore svedese
- 24 marzo - Tomi Horvat, calciatore sloveno
- 24 marzo - Matteo Lamberti, nuotatore italiano
- 24 marzo - Sergio Lozano, calciatore spagnolo
- 24 marzo - Somon Makhmadbekov, judoka tagiko
- 24 marzo - Mohamed Mohumed, mezzofondista tedesco
- 24 marzo - Ella Palis, calciatrice francese
- 24 marzo - Nia Robinson, pallavolista statunitense
- 24 marzo - Jerónimo Rodríguez, calciatore messicano
- 24 marzo - Katie Swan, tennista inglese
- 24 marzo - Ranko Veselinović, calciatore serbo
- 25 marzo - Franco Baralle, cestista argentino
- 25 marzo - Logan Fontaine, nuotatore francese
- 25 marzo - Jin Ji-hee, attrice sudcoreana
- 25 marzo - Mikey Madison, attrice statunitense
- 25 marzo - Tatum McCann, attrice statunitense
- 25 marzo - Karen Melk'ownyan, calciatore armeno
- 25 marzo - Iann Dior, rapper e cantante statunitense
- 25 marzo - Dion Pereira, calciatore antiguo-barbudano
- 25 marzo - Ryan Porteous, calciatore scozzese
- 25 marzo - Marta Rossetti, sciatrice alpina italiana
- 25 marzo - Óscar Santis, calciatore guatemalteco
- 25 marzo - Song Weilong, attore e modello cinese
- 25 marzo - Gerald Távara, calciatore peruviano
- 25 marzo - Jordy Wehrmann, calciatore olandese
- 25 marzo - Nelson Weidemann, cestista tedesco
- 26 marzo - Anel Ahmedhodžić, calciatore svedese
- 26 marzo - Óscar Clemente, calciatore spagnolo
- 26 marzo - Hugo Erkmaa, cestista estone
- 26 marzo - Linus Lundqvist, pilota automobilistico svedese
- 26 marzo - Justin Minaya, cestista statunitense
- 26 marzo - Nicolae Sorin Mitrofan, saltatore con gli sci rumeno
- 26 marzo - Jesús Pretell, calciatore peruviano
- 26 marzo - Rashawn Slater, giocatore di football americano statunitense
- 26 marzo - Quinn Sullivan, chitarrista statunitense
- 26 marzo - Ross Sykes, calciatore inglese
- 26 marzo - Zach Tom, giocatore di football americano statunitense
- 26 marzo - İpek Çiçek, attrice turca
- 27 marzo - Maha Amer, tuffatrice egiziana
- 27 marzo - Douglas Aurélio, calciatore brasiliano
- 27 marzo - Tudor Băluță, calciatore rumeno
- 27 marzo - Natasha Calis, attrice canadese
- 27 marzo - Marquinhos Cipriano, calciatore brasiliano
- 27 marzo - Ida Dannewitz, ex sciatrice alpina svedese
- 27 marzo - Braxton Jones, giocatore di football americano statunitense
- 27 marzo - Netane Muti, giocatore di football americano tongano
- 27 marzo - Alex O'Connor, scrittore britannico
- 27 marzo - Viktor Potočki, ciclista su strada, ciclocrossista e pistard croato
- 27 marzo - Murali Sreeshankar, lunghista indiano
- 27 marzo - Christian Viet, calciatore tedesco
- 28 marzo - Anavia Battle, velocista statunitense
- 28 marzo - Li Yueru, cestista cinese
- 28 marzo - Matías Meneses, calciatore cileno
- 28 marzo - Aaron Opoku, calciatore tedesco
- 29 marzo - Abdalla Abdelaziz, karateka egiziano
- 29 marzo - Ezequiel Barco, calciatore argentino
- 29 marzo - Amaré Barno, giocatore di football americano statunitense
- 29 marzo - Coby Bryant, giocatore di football americano statunitense
- 29 marzo - Giacomo Da Re, rugbista a 15 italiano
- 29 marzo - Gerald Díaz, calciatore portoricano
- 29 marzo - Hana Hayes, attrice statunitense
- 29 marzo - Sinan Karweina, calciatore tedesco
- 29 marzo - Adis Lagumdžija, pallavolista bosniaco
- 29 marzo - Stefano Manzi, pilota motociclistico italiano
- 29 marzo - Davide Nardini, nuotatore italiano
- 29 marzo - Malcolm Rodriguez, giocatore di football americano statunitense
- 29 marzo - Matthew Romios, tennista australiano
- 29 marzo - Bartosz Slisz, calciatore polacco
- 29 marzo - Jasper ter Heide, calciatore olandese
- 30 marzo - Larry Borom, giocatore di football americano statunitense
- 30 marzo - Adrián Butzke, calciatore spagnolo
- 30 marzo - Bryan Castrillón, calciatore colombiano
- 30 marzo - Kevin Doukoure, calciatore ivoriano
- 30 marzo - Frederico Duarte, calciatore portoghese
- 30 marzo - Pedro Soares, calciatore portoghese
- 30 marzo - Jaylen Hoard, cestista francese
- 30 marzo - Aiperi Medet Kyzy, lottatrice kirghisa
- 30 marzo - Carlos Manuel Martínez Castro, calciatore costaricano
- 30 marzo - João Pedro Neves Filipe, calciatore portoghese
- 30 marzo - Robert Perić-Komšić, calciatore croato
- 30 marzo - Tomás Sandoval, calciatore argentino
- 30 marzo - Michal Tomič, calciatore slovacco
- 30 marzo - Pranjala Yadlapalli, tennista indiana
- 30 marzo - Telma Ívarsdóttir, calciatrice islandese
- 31 marzo - T.J. Bass, giocatore di football americano statunitense
- 31 marzo - Onuralp Bitim, cestista turco
- 31 marzo - Adam Chrzanowski, calciatore polacco
- 31 marzo - Powfu, rapper e cantautore canadese
- 31 marzo - Tereza Jančová, ex sciatrice alpina slovacca
- 31 marzo - Japhet Tanganga, calciatore inglese
- 31 marzo - Jens Odgaard, calciatore danese
- 31 marzo - Nuno Pina, calciatore portoghese
- 31 marzo - Sander Raieste, cestista estone
- 31 marzo - Shiann Salmon, ostacolista e velocista giamaicana
- 31 marzo - Brooke Scullion, cantautrice irlandese
- 31 marzo - James Smith-Williams, giocatore di football americano statunitense
- 31 marzo - Ballou Tabla, calciatore canadese
- 31 marzo - Sam Williams, giocatore di football americano statunitense
- 31 marzo - Edon Zhegrova, calciatore kosovaro